# Трина
Катрина Лаверн Тејлор, познатија као Трина (Мајами, 3. децембар 1974) америчка је реперка и телевизијска личност. Широј јавности постала је позната након што је гостовала на синглу Nann Nigga, који се нашао на албуму www.thug.com, репера Трика Дедија. Након што је стекла популарност, потписала је уговор са издавачком кућом . Током каријере објавила је шест студијских албума.
По америчком хип хоп магазину XXL, Трина је најдоследнија реперка свих времена. Године 2013. часопис Complex рангирао ју је у 50 најбољих реперки свих времена, а нашла се на 24. месту. Трина је 2014. године уврштена на Билбордову листу „31 најбоља реперка која је променила хип хоп”.

## Биографија
Трина је рођена 3. децембра 1978. године у Мајамију. Њен отац је из Доминиканске Републике, а мајка са Бахама. Родитељи су јој се развели док је била дете. Живела је у Либерти Ситију у Мајамију и у Пембрук Пајнсу на Флориди. Похађала је средњу школу Северозападни Мајами, где бавила плесом а дипломирала је 1992. године. Трина је била у вези са америчким репером Лил Вејном од почетка 2005. до средине 2007. године. У интервјуу који је дала 5. октобра 2005. године, потврдила је да су Лил Вејн и она били верени и планирали да се венчају, као и да је она била трудна али је доживела побачај. Од 2007. до 2010. године, била је у вези са кошаркашом Кенјоном Мартином, а од 2012. до 2014. године са репером Френч Монтаном.
Трина је оснивачица Diamond Doll Foundation, непрофитне организације која помаже девојкама у њиховим животним проблемима. Њена мајка преминула је 2019. године.

## Каријера

### Почетак каријере и објављивање првог албума
У слободно време Трина је писала реп риме, што је привукло пажњу америчког репера Трика Дедија, којем је 1998. године гостовала на песми Nann Nigga. Песма је касније постала водећи сингл његовог другог студијског албума под називом www.thug.com, а објављен је у септембру 1998. године. Сингл је постао хит и доспео на шездесет и друго место америчке листе Билборд хот 100 и на треће место музичке листе Rap Songs. Због успеха сингла Трина је стекла популарност и потписала уговор са издавачком кућом Slip-n-Slide Records, са дистрибуцијом Атлантик рекордса. Накнадно је започела рад на свом дебитантском албуму. Први студијски албум под називом Da Baddest Bitch објавила је 21. марта 2000. године. Албум је дебитовао на тридесет и трећем месту америчке листе Билборд 200 и једанаестом месту листе Топ ритам и блуз/хип-хоп албума. Албуму је додељен златни сертификат у новембру 2000. године од стране Америчког удружења дискографских кућа. На листи Билборд 200, Da Baddest Bitch остао је наредних 39 недеља, а на листи Топ ритам и блуз/хип хоп албума 49 недеља узастопно. Албуму је претходио сингл , који је објављен у фебруару 2000. године. Други и последњи сингл са албума Pull Over објављен је у јуну 2000. године и био је осамдесет и трећи на листи Билборд хот 100, четрдесет и шести на листи Хот ритам и блуз/Хип-хоп песама и четрдесет и први на листи Rap Songs.

### 2000—2003: Други албум и оснивање издавачке куће
Након што је средином 2000. године завршена промоција Трининог првог студијског албума, започела је снимање са Миси Елиот, да би снимила други албум. Други студијски албум под називом Diamond Princess , Трина је објавила 27. августа 2012. године и он се нашао на четрнаестом месту листе Билборд 200 и петом месту листе Топ ритам и блуз/Хип-хоп албума, а продат је у 67.000 примерака током прве недеље од објављивања. Водећи албумски сингл  који је Трина снимила са Рик Росом, објављен је у јулу 2002. године и нашао се на шездесет и четрвртом месту листе . Други сингл  који је Трина урадила у сарадњи са певачем Твитом, објављен је у јануару 2003. године, а нашао се на осамдесет и осмом месту музичке листе Хот ритам и блуз/Хип-хоп. Иако је био слабо позициониран, сингл No Panties постао је први сингл Трине који се пласирао ван Сједињених Државама, нашао се на четрдесет и петом месту листе синглова у Уједињеном Краљевству Трећи и последњи сингл  Трина је снимила у сарадњи са Лудакрисом, а објављен је у јануару 2003. године и био је на осамдесет и трећем месту листе Билборд хот 100, педесетом месту листе Хот ритам и блуз/Хип хоп песама и двадесет и четрвртом месту листе Rap Songs.
Трина је такође основала издавачку кућу Diva Enterprises (сада DP Entertainment), а до септембра 2002. године за њу је потписала музичарка Брајана Пери, које је имала уговор са њом пуних девет година. 

### 2005—2006: Трећи албум
Трећи студијски албум Трине под називом Glamorest Life објављен је 4. октобра 2005. године. Албум се нашао на једанаестом месту листе Билборд 200, другом месту листа Топ ритам и блуз/Хип-хоп и Top Rap Albums, а продат је у 77.000 примерака током прве недеље од објављивања. Водећи албумски сингл  Трина је снимила са Лил Вејном и он је објављен у јуну 2005. године. Сингл није био нарочито успешан, нашао се на седамдесет и четрвртом месту листе Хот ритам и блуз/Хип-хоп. Други и последњи сингл са албума под називом Here We Go Трина је објавила са Кели Ровландом и он је објављен у септембру 2005. године. Сингл се нашао на седамнаестој позицији листе Билборд хот 100, осмој листе Хот ритам и блуз/Хип-хоп и трећој позицији листе Хот реп песама. Такође, Here We Go нашао се међу двадесет најбољих синглова у државама широм света и додељен му је златни сертификат од стране Америчког удружења дискографских кућа, у јуну 2006. године.
Године 2007. Трина је раскинула уговор са издавачком кућом Атлантик рекордс и потписала уговор са издавачком кућом ЕМИ, као и са њеном издавачком кућом . У децембру 2005. године, Трина се појавила на саундтреку филма Boss'n Up, заједно са Снуп Догом и Лил Џоном. 

### 2007—2008: Објављивање микстејпова и четвртог албума
Године 2007. Трина је започела рад на свом чевртом студијском албуму. Непосредно пре тога, објавила је микстејпове Rockstarr Royalty и Baddest Chick 2: Reloaded.. Оба микстејпи су била успешна, први је објављен почетком 2007. године, а други у јесен исте године. Албум Still da Baddest објављен је 1. априла 2008. године. Нашао се на шестом месту листе Билборд 200 и првом на листама Топ ритам и блуз/хип-хоп албума и Top Rap Albums, што је уједно био први њен албум на тој листи. Током прве недеље од објављивања продат је у 47.000 примерака. Албуму је претходио сингл , који је објављен у новембру 2007. године, а досегнуо је на двадесет и пето место листе Bubbling Under Hot 100, педесет и девето место листе Хот ритам и блуз/Хип-хоп и деветнаесто место листе Rap Songs. Други сингл са албума I Got a Thang for You који је Трина снимила са Кејшом Кол, објављен је у фебруару 2008. године и нашао се на двадесет и првом месту листе Хот ритам и блуз/Хип-хоп. Трећи и последњи албумски сингл под називом , на којем је гостовао Килер Мајк, био је регионални хит. 
Трина је 2008. године оформила женски реп групу под називом Pretty Money, са чланицама група Nisha и An-G. Група је требала да буде представљена на петом студијском албуму Трина, али до тога никада није дошло. Трина је током 2009. и 2010. године радила на свом петом студијском албуму 

### 2009—2010: Пети студијски албум
Водећи сингл са петог студијског албума Трине, под називом That's My Attitude, објављен је у августу 2009. године. Након тога, Трина је објавила други микстејп под називом The Definition Of A Million Dollar Girl, у јануару 2010. године. Пети студијски албум Amazin' објављен је 4. маја 2010. године и дебитовао је на тринаестом месту листе Билборд 200, четвртом месту листе Топ ритам и блуз/хип-хоп албума, другом месту листе Top Rap Albums и првом месту листе Billboard Independent Albums. Током прве недеље од објављивања продат је у 32.000 примерака. Упркос слабој продаји, албум је добио углавном позитивне критике од стране музичких критичара. Албуму је претходио сингл Million Dollar Girl, на којем су гостовали Диди и Кери Хилсон, у јануару 2010. године. Сингл се нашао на шездесет и првом месту листе Хот ритам и блуз/Хип-хоп и двадесетом месту листе Rap Songs. Трећи албумски сингл под називом My Bitches требало је да буде представљен у јулу 2010. године, али је његово објављивање отказано. Трећи албумски сингл под називом , на којем је гостовала певачица Моника, објављен је 20. априла 2010. године и нашао се на четрдесет и другом месту листе Топ ритам и блуз/Хип-хоп. Четврти сингл White Girl на којем је су гостовали Фло Рајда и Гит Фреш објављен је у јуну 2010. године, али није успео да се пласира на музичке листе. 

### 2011—2018: Објављивање микстејпова и појављивање у ријалитији емисији
У периоду када је припремала шести студијски албум, Трина је објавила микстејп под називом Diamonds Are Forever, 28. марта 2011. године. Пре него што је објавила микстејп, објавила је три сингла са њега: Ghetto, на којем је гостовао репер T-Pain; Waist So Skinny са Рик Росом и сингл Can I са музичарем Mýa. Микстејп је два дана након објављивања имао 4,8 милиона прегледа на сајту Јутјуб.
У интервјуу за MTVuk, Трина је рекла да очекује излазак њеног шестог студијског албума до краја 2011. године и да ће песме на њему бити поп и кросовер жанра. Трина је 9. новембра 2011. године објавила да више не сарађује са издавачком кућом Slip-N-Slide Records, са којом је сарађивала од почетка каријере.

" је био моја породица. Одрасла сам са људима из те издавачке куће, много их волим, али време је да у напредујем"

—Тринин интервју на MTV RAPFIX Live
Песму Beam Трина је објавила 4. јула 2012. године на свом твитер налогу, а на њој су гостовали музичари Gunplay и Iceberg Slimm. Такође, објавила је и ремикс њеног микстејпа Diamonds Are Forever, песму Bad Bitch, коју је снимила заједно са Лолом Монро и Шауном. Њен наредни микстејп Back2Business објављен је 3. децембра 2012. године.
Трина је постала једна од водитељки шоуа Tiny Tonight, поред певачице Cottle и ријалити звезда Тамаре Брактон и Клаудије Џордан. Емисија је премијерно приказана 17. децембра 2012. године на каналу Ви-Ејч ван. Такође, учествовала је у влог серији Брајане Пери, под називом Girl Talk.
Песму Real One коју је снимила са Риком Ловом објавила је 3. марта 2015. године, а 9. марта исте године открила да је потписала уговор са издавачком кућом . Крајем јуна 2015. године Рико Лове је изјавио да ће бити извршни продуцент Трининог шестог студијског албума. Сингл Fuck Boy певачица је објавила 13. новембра 2015. године и он је добио позитивне критике од стране музичких критичара.
Дана 21. марта 2016. године, шеснаест година од објављивања њеног првог албума, Трина је објавила сингл Overnight, који говори о њеним успонима и падовима у каријери, укључујући и тужбе, проблеме са издавачима и људе који на њу гледају само као сексуални објекат. Видео спот за песму Forget That објавила је 1. априла 2016. године.  Учествовала је у ријалити ТВ серији Love & Hip Hop: Miami.

## Награде и номинације
Трина је имала десет номонација за Бет награде, од којих је девет било за најбољег женског хип-хоп извођача, а три номинације за награду . Номинована је и за пет награда на МТВ Видео музичким наградама 2002. године. Освојила је награду за појављивање у филму Miami Tail, две ASCAP награде, две награде BMI, једну награду EME и награду .